# Molice
Molice (Aleyrodoidea) je nadčeleď velmi drobného hmyzu. Molice jsou drobný, bílý, okřídlený hmyz se dvěma páry křídel. Podobně jako všichni mšicosaví se i molice živí rostlinnými šťávami. Jejich ústní ústrojí (bodavě sací) je tomuto způsobu života přizpůsobené. Tento hmyz saje obvykle na spodní straně listů. Celá rostlina následkem poškozování postupně uvadá. Tato taxonomická skupina patřila dříve do řádu stejnokřídlí, dnes je řazena do řádu polokřídlí (Hemiptera).
Molice je také český název pro rod rostlin Plectranthus.

## Výskyt
Molice jsou kosmopolitní nadčeleď, ale jsou zastoupeny hlavně v tropických oblastech, kde obývají stejnou ekologickou niku jako mšice. Jsou mezi nimi druhy, které mají velký hospodářský význam, vzhledem k napadení a následným škodám, které mohou mít za následek úplné zničení úrody.
V mírných oblastech jsou zvláště škodlivé některé druhy tropického původu, které se staly kosmopolitními nebo jsou více či méně široce rozšířené mimo oblast jejich původního výskytu.

## Morfologie
Larvy jsou přisedlé a ploché velikosti 1–2 mm. První stádium je pohyblivé, 2-4 stádium ztrácí končetiny a tykadla zakrňují. Pupária molic mají typický oválný tvar.
Dospělci taxonomické skupiny molice lze popsat jako malý hmyz, s 1 až 3 mm dlouhým tělem, nažloutlé barvy. Zbarvení je obvykle překryto silným voskovitým povlakem šupin na křídlech, který způsobuje, že hmyz vypadá křídově bílý. Hlava je kulovitého tvaru, na hlavě bývají dvě tykadla, uspořádaná symetricky na vrcholku hlavy nad složenýma očima. Tykadla jsou poměrně protáhlá, skládají ze sedmi dílků. Složené oči jsou ledvinovitého tvaru a mají charakteristickou strukturu.
Křídla jsou membránovitá a průhledná, někdy tečkovaná. Zdánlivě jsou však neprůhledná a bílá, neboť je pokrývají voskovité šupiny. Při odpočinku jsou sklopena křídla střechovitě, ale stále v téměř horizontální poloze. Přední křídla jsou o něco větší než zadní. Žilkování je důležitým znakem pro rozlišení mezi dvěma podčeleděmi, které tvoří taxon.
Nohy jsou tenké a podlouhlé. Zadní nohy jsou opatřeny řadou štětin, které molice používají k nanášení vosku na tělo.

## Vývin
Postembryonální vývoj molic probíhá v pěti fázích. Juvenilní stadia jsou tvarovány více nebo méně elipticky, bývají zploštělá a jsou podobná puklicím pro pozoruhodné morfologické zjednodušení a nehybnost. Larva prvního stadia je oválná, plochá, s nohama, tykadly i očima a pohyblivá. Když najde na rostlině vhodné místo pro sání a přisaje se, začne se pokrývat ochranným voskovým povlakem. V dalších dvou stádiích dochází ke zkrácení nohou i tykadel a redukci očí. Larvy druhého, třetího a čtvrtého stádia jsou obvykle nepohyblivé, tykadla jsou zakrnělá a končetiny atrofované.
Pupárium bývá v podstatě shodná s posledním klidovým postembryonálním stádiem (subpupa), nebo jedinec prochází hlubokou transformací, v tomto případě, je hřbetní část oddělena od ventrální. Poslední čtvrté stádium nymfy po čase přestane přijímat potravu, dojde ke změně tvaru těla. Schránka se nazývá puparium. Uvedený způsob vývoje na pomezí proměny nedokonalé a dokonalé se nazývá allometabolie. Puparium obvykle u této taxonomické skupiny není pokryto voskem a je žluté nebo načernalé barvy, u mnoha druhů se však na pupariu tvoří voskové vrstvy, více či méně silné a rozmanitého vzhledu.
Molice jsou oviparní (kladou vejce) hmyz. U mnoha druhů je popsána parthenogeneze. Vajíčka jsou mírně protáhlého tvaru, obvykle je samička klade na spodní straně listů. Vajíčka mohou mít charakteristický tvar, v závislosti na druhu.
Některé druhy, jako například molice parazitující na černých olivách Aleurolobus olivinus, mívají pouze jednu generaci do roka, ale větší část této taxonomickém skupiny mívá od dvou nebo čtyř generací za rok, až po neurčitý počet, a to jak v tropech tak v mírném pásu. U některých druhů cyklus jedné generace může probíhat tak rychle, protože larvy do 3 týdnů dospějí, což umožňuje, aby měl hmyz více generací. Tento trend je zdůrazněn u druhu molice skleníková (Trialeurodes vaporariorum) a Bemisia tabaci, které mohou mít mnoho generací ve skleníku v zimním období a pak od pozdního jara poškozují rostliny ve venkovním prostředí.

## Hostitel
Molice jsou v podstatě oligofágní organismy, ale často také polyfágové, zejména některé zemědělsky významné druhy, jako například molice skleníková. Napadány jsou zcela různé druhy bylin i dřevin krytosemenných rostlin, nejsou známy napadení nahosemenných rostlin.

## Význam
Mezi hospodářsky významnými rostlinami, které bývají napadány, bývá mnoho druhů zeleniny, zejména lilkovité (Solanaceae), tykvovité (Cucurbitaceae), velké množství druhů okrasných rostlin, všechny skleníkové plodiny a citrusy.
Jejich význam a působení na rostliny je srovnatelné s mšicemi. Molice mají silný reprodukční potenciál, shromažďují se a působí společně. Často se vyskytuje partenogeneze, mají za příznivých podmínek krátký cyklus vývoje, vysoký počet generací, snadno se šíří prostřednictvím mezinárodního obchodu, jsou polyfágní. To jsou faktory, které způsobily, že některé druhy se staly kosmopolitními a jsou skutečnou pohromou pro zemědělství. Molice jsou rovněž obtížně udržitelné pomocí biologického boje, zejména v zhoršených ekologických podmínkách intenzivního zemědělství. Rychle se stávají odolnými vůči insekticidům pomocí parthenogenetických generací.
Dalším faktorem zvyšujícím škody způsobené sáním spočívají v tvorbě medovice a přenosu virů. Přestože molice parazitují na spodní straně listů, bohatá tvorba medovice znečišťuje listy pod nimi. Medovice snižuje účinnost ošetření chemickými prostředky a znečišťuje ovoce, ale je prostředím pro vývoj saprofytických hub, pro výskyt sazovitosti. Molice jsou významným vektorem přenášejícím viry poškozující rostliny tabáku, rajčat, čekanky a salátu. Molice skleníková přenáší viry napadající rajčata rovněž.

## Ochrana rostlin
Chemické ošetření již napadené rostliny lze provést celou řadou účinných látek, kontaktních nebo systémově působících. Je třeba také pamatovat na to, že léčebné ošetřením insekticidy mohou mít omezenou účinnost v případě velkých napadení, že se patogen nachází na spodní straně listů, že medovice a sazovitost brání pronikání účinné látky. Ve sklenících se doporučuje fumigace jako preventivní ošetření před vegetací.

### Biologický boj
Zvláštní význam má použití biologické ochrany, a to zejména proti molici skleníkové. V Československu bylo v druhé polovině 20. století podporováno rozvíjení metod biologického boje se škůdci a mezi řadou propagovaných preparátů pro biologický boj, používaných dodnes, byla i parazitická vosička Encarsia formosa. Ta se při použití ve sklenících proti molici skleníkové velmi osvědčila.

## Biologie
Molice jsou teplomilné. Sáním poškozují rostlinná pletiva, takže jsou poměrně významnými škůdci. V případě nebezpečí umí dobře skákat. Jejich tělo a křídla pokrývá bílý voskový povlak, který vylučují ze žláz na zadečku.

## Taxonomie

### Rody
- Acaudaleyrodes
- Aleurochiton Tullgren, 1907 - molice
- Aleuroclava
- Aleurolobus Quaintance & Baker, 1914 - molice
- Aleuropteridis
- Aleurothrixus Quaintance & Baker, 1914
- Aleurotrachelus Quaintance & Baker, 1914
- Aleurotuba Tremblay & Iaccarino, 1978
- Aleurotulus
- Aleuroviggianus Iaccarino, 1982
- Aleyrodes Latreille, 1796 - molice
- Asterobemisia Trehan, 1940
- Bemisia Quaintance & Baker, 1914
- Bulgarialeurodes
- Calluneyrodes
- Ceraleurodicus
- Dialeurodes Cockerell, 1902
- Filicaleyrodes
- Neopealius
- Parabemisia Takahashi, 1952
- Paraleyrodes
- Pealius Quaintance & Baker, 1914
- Simplaleurodes Goux, 1945
- Siphoninus Silvestri, 1915
- Tetraleurodes Cockerell, 1902
- Tetralicia Harrison, 1917
- Trialeurodes Cockerell, 1902

## Druhy
- molice skleníková (Trialeurodes vaporariorum)
- molice vlaštovičníková (Aleyrodes proletella)